# أبرس
أبرس هي قرية في مقاطعة سراب، إيران. عدد سكان هذه القرية هو 318 في سنة 2006.